# Вестпорт (Орегон)
Вестпорт (енгл. Westport) насељено је место без административног статуса у америчкој савезној држави Орегон.

## Демографија
По попису из 2010. године број становника је 321.
| Група             | 2000.    | 2010.       |
| Белци             | 0 (0,0%) | 270 (84,1%) |
| Афроамериканци    | 0 (0,0%) | 0 (0,0%)    |
| Азијати           | 0 (0,0%) | 0 (0,0%)    |
| Хиспаноамериканци | 0 (0,0%) | 41 (12,8%)  |
| Укупно            | 0        | 321         |